# Lokon-Empung
Lokon-Empung je vulkanický komplex na severním ramenu indonéského ostrova Celebes. Leží na okraji kaldery Tondano a tvoří ho dvojice stratovulkánů: Gunung Lokon (1 588 m) a Gunung Empung (1 340 m). Od sebe jsou vzdáleny přibližně 2,2 km geologicky mladší je Empung, jehož vrchol je ukončený 400 m širokým kráterem. Komplex je jedno z nejaktivnějších sopečných center na ostrově, od 18. století se zaznamenalo zhruba 25 středně silných erupcí (zpravidla o síle VEI 1 až VEI 3). Jejich původcem byl kráter Tompaluan, situovaný v sedle mezi oběma stratovulkány.